# Vignevieille
Vignevieille – miejscowość i gmina we Francji, w regionie Oksytania, w departamencie Aude. Miejscowość leży nad rzeką Orbieu, w miejscu, gdzie uchodzi do niej Sou de Laroque. 
Według danych na rok 1990 gminę zamieszkiwało 75 osób, a gęstość zaludnienia wynosiła 4 osoby/km² (wśród 1545 gmin Langwedocji-Roussillon Vignevieille plasuje się na 826. miejscu pod względem liczby ludności, natomiast pod względem powierzchni na miejscu 412.).